# Lee Meriwether
Lee Ann Meriwether (Los Angeles, Kalifornia, 1935. május 27. –) amerikai színésznő. Szerepelt az All My Children c. angol sorozatban, mint Ruth Martin.
Lee Ann Meriwether Los Angelesben született,  Claudius Gregg Meriwether és Ethel Eve Mulligan gyermekeként. Van egy testvére, Don Brett. Később megnyerte a Miss California, majd a Miss America nevű szépségversenyt, valamint egy időben modellkedett is.

## Karrier
1959-ben indult el a karrierje, amikor a 4D Man c. filmben együtt játszott Robert Lansinggel. De 1966-ban játszott az egyik Batman filmben is, mint Dr. Ann McGregor. Játszott továbbá a Mission Impossible-ben is.

## Magánélet
1958. április 20-án összeházasodott Frank Aletter színésszel, de 1974-ben elváltak. Két gyermeke van: Lesley A.Aletter és Kyle Aletter-Oldman. 1986. szeptember 21-én hozzáment Marshall Borden-hez.

## Filmjei
- Namu, a gyilkos a bálna (1966)
- Időalagút (1966)
- The Ultimate Gift(2006)
- All My Children
- Mission: Impossible
- 4D Man